# Tinus minutus
Espèce
Tinus minutus est une espèce d'araignées aranéomorphes de la famille des Pisauridae.

## Distribution
Cette espèce se rencontre du Mexique au Costa Rica,.

## Description
La femelle holotype mesure 7 mm.
La carapace des mâles mesure de 2,7 à 3,4 mm et la carapace des femelles mesure de 2,6 à 3,1 mm.

## Publication originale
- F. O. Pickard-Cambridge, 1901 : Arachnida - Araneida and Opiliones. Biologia Centrali-Americana, Zoology. London, vol. 2, p. 193-312 (texte intégral).